# Laurie Metcalf
Lauren Elizabeth Metcalf (Carbondale, Illinois, 16 de junio de 1955), conocida artísticamente como Laurie Metcalf, es una actriz estadounidense. Sus papeles más destacados han sido como Jackie Harris en la serie de la ABC Roseanne, Mary Cooper en The Big Bang Theory, la Sra. Davis en la serie de películas de animación de Pixar Toy Story y Debbie Salt en Scream 2. Ha sido galardonada con tres premios Emmy y dos Premios Tony; y nominada también a un premio Óscar, a tres premios Globo de Oro y a tres Premios del Sindicato de Actores.

## Biografía
Metcalf nació en Carbondale, Illinois, la mayor de tres hermanos y pasó su juventud en Edwardsville, Illinois. Su padre era el director de presupuestos de la Southern Illinois University Edwardsville y su madre, Libby, trabajaba de bibliotecaria. Su tía abuela fue ganadora del Premio Pulitzer. Metcalf fue una alumna del Illinois State University.

## Carrera

### Primeros años
Metcalf asistió a la Illinois State University y obtuvo su Bachillerato de Artes en Teatro en 1977. Mientras que en la ISU, se reunió con sus compañeros de teatro, entre ellos John Malkovich, Glenne Headley, Joan Allen y Gary Sinise. Metcalf comenzó su carrera profesional en Steppenwolf. Fue en Steppenwolf donde Metcalf adoptó el apodo de "pantalones locos". En 1981, fue contratada como intérprete en Saturday Night Live para su reparto, pero apareció solo en un episodio antes de que la temporada terminara abruptamente debido a la huelga iniciada por los guionistas. En 1983, Metcalf fue a Nueva York para participar en una producción de Steppenwolf Balm in Gilead, por la que recibió un premio Obie en 1984 a la mejor actriz. Obtuvo una lluvia de elogios por su interpretación de "Darlene", específicamente para su tour de force con un monólogo de veinte minutos en el segundo acto. Se mudó a Manhattan y comenzó a trabajar en cine y teatro, trabajando en una obra de David Mamet, November.
«Hay un momento en que Laurie Metcalf —que interpreta a una pobre joven que llega a la gran ciudad y pasa su tiempo en el restaurante grasiento donde se desarrolla la obra— está hablando de su novio que es un albino, creo que es un monólogo de alrededor de cinco, seis, siete minutos, que sólo trajo lágrimas bajando los ojos» -Crítico de Chicago, Richard Christiansen, valorando Balm in Gilead.
Hasta el final de junio de 2009, Metcalf protagonizó junto a French Stewart en la obra de Justin Tanner Voice Lessons en Hollywood, antes de comenzar los ensayos para interpretar a Kate Jerome en la reposición en Broadway de la obra semi-autobiográfica de Neil Simon Brighton Beach Memoirs y Destino Broadway, dirigida por David Cromer. Las producciones anteriores fue cancelada, sin embargo, duró una semana mientras que el segundo montaje fue cancelado antes de su estreno. Voice Lessons, no obstante, con su elenco original intacto, pasó a durar dos semanas más. Metcalf trabajó en dos Off-Broadway en mayo de 2010 y otro en Hollywood en mayo de 2011.
En septiembre de 2010, Metcalf volvió a Steppenwolf y protagonizó la obra Detroit. En la primavera de 2011, comenzó a trabajar en un montaje del off-Broadway de The Other Place, de Sharr White.

### Consolidación y papeles importantes
Metcalf ha actuado en muchos papeles que van desde grandes películas hasta pequeñas producciones independientes, incluyendo Desperately Seeking Susan, Making Mr. Right, Miles from Home, Internal Affairs, Stars and Bars, Uncle Buck, Beer League, A Dangerous Woman, Pacific Heights, Blink, The Secret Life of Houses, El planeta del tesoro, Toy Story, Novia a la fuga, Bulworth, Descubriendo a los Robinsons, Georgia Rule, Fun with Dick and Jane, Leaving Las Vegas, Scream 2, y Stop-Loss. En JFK, interpretó un papel dramático como una de las investigadoras que trabajan a las órdenes de Jim Garrison. Apareció como la madre asesina de "Billy Loomis" en la película de terror Scream 2.
Metcalf ha aparecido en varias series de televisión, además de haber sido miembro del reparto de un solo episodio de Saturday Night Live, el último de la temporada 1980-1981, pero es más conocida como "Jackie", hermana de la protagonista en la exitosa serie Roseanne. Su actuación le valió tres premios Emmy consecutivos. Roseanne se desarrolló entre 1988 y 1997, y Metcalf apareció como Jackie a lo largo de toda la serie.
Posteriormente apareció con Norm Macdonald en The Norm Show, que se emitió durante tres temporadas, y también fue un personaje habitual con Nathan Lane en la serie de 2003 Charlie Lawrence, que fue cancelada cuando solo se llevaban emitidos dos episodios. Hizo apariciones en Absolutely Fabulous, Malcolm in the middle, Monk, My Boys, Dharma & Greg, 3rd Rock from the Sun, Frasier y Without a Trace.
Posteriormente asumió un papel recurrente en la serie Desperate Housewives, por el que recibió un premio Emmy y una nominación al premio Satélite y actuó junto a su exmarido, Jeff Perry, en un episodio de Anatomía de Grey. En el otoño de 2008, protagonizó la comedia dramática Easy Money hizo de matriarca de una familia de usureros. La serie fue cancelada después de sólo tres episodios. También ha tenido un papel recurrente como estrella invitada interpretando a la madre de Sheldon Cooper, Mary, en The Big Bang Theory, donde trabajó con sus antiguos compañeros de la serie Roseanne en un episodio que compartía con Johnny Galecki y Sara Gilbert.

## Vida personal
En 1983, Metcalf se casó con el cofundador de Steppenwolf, Jeff Perry. Tuvieron una hija, Zoe, en 1983, y se divorciaron en 1992. La mencionada hija Zoe encarna a una más joven Mary Cooper en la serie de televisión de la CBS El joven Sheldon.
Metcalf años más tarde se enamoró de Matt Roth, que interpretó el papel de su novio abusivo, Fisher, en unos cuantos episodios de Roseanne. En noviembre de 1993 tuvieron un hijo, Will, y se casó al poco tiempo con él. Ellos han trabajado juntos en ocasiones, como en el thriller de 1994, Sola en la penumbra, y el drama de 1998, Chicago Cab. Tanto Metcalf y Roth aparecieron en el mismo episodio de Mujeres desesperadas. En 2005, tuvieron una segunda hija, Mae.
En septiembre de 2011, Matt presentó documentos alegando diferencias irreconciliables. De acuerdo con documentos legales, la fecha de separación es el 26 de noviembre de 2008.

## Filmografía

### Cine
| Año                | Película                            | Personaje                    | Notas         |
| ------------------ | ----------------------------------- | ---------------------------- | ------------- |
| 1978               | Un día de boda                      | Sirvienta                    | Sin acreditar |
| 1985               | Desperately Seeking Susan           | Leslie Glass                 |               |
| 1987               | Making Mr. Right                    | Sandy                        |               |
| 1988               | Candy Mountain                      | Alice                        |               |
| 1988               | Stars and Bars                      | Melissa                      |               |
| 1988               | The Appointments of Dennis Jennings | Emma                         | Cortometraje  |
| 1988               | Miles from Home                     | Exotic Dancer                |               |
| 1989               | Uncle Buck                          | Marcie Dahlgren-Frost        |               |
| 1990               | Internal Affairs                    | Amy Wallace                  |               |
| 1990               | Pacific Heights                     | Stephanie MacDonald          |               |
| 1991               | JFK                                 | Susie Cox                    |               |
| 1992               | Mistress                            | Rachel Landisman             |               |
| 1993               | A Dangerous Woman                   | Anita Bell                   |               |
| 1994               | The Secret Life of Houses           | Ann                          |               |
| 1994               | Blink                               | Candice                      |               |
| 1995               | Leaving Las Vegas                   | Mrs. Van Houten              |               |
| 1995               | Toy Story                           | Sra. Davis                   | Papel de voz  |
| 1996               | Dear God                            | Rebecca Frazen               |               |
| 1997               | U Turn                              | Bus Station Clerk            |               |
| 1997               | Chicago Cab                         | Female Ad Exec               |               |
| 1997               | Scream 2                            | Debbie Salt / Nancy Loomis   |               |
| 1998               | Bulworth                            | Mimi                         |               |
| 1999               | Novia a la fuga                     | Betty Trout                  | Sin acreditar |
| 1999               | Toy Story 2                         | Jenny Davis                  | Papel de voz  |
| 2000               | Timecode                            | Dava Adair                   |               |
| 2002               | Treasure Planet                     | Sarah Hawkins                | Papel de voz  |
| 2005               | Fun with Dick and Jane              | Phyllis                      | Sin acreditar |
| 2006               | Steel City                          | Marianne Karn                |               |
| 2006               | Beer League                         | Mrs. DeVanzo                 |               |
| 2007               | Meet the Robinsons                  | Lucille Krunklehorn-Robinson | Papel de voz  |
| 2007               | Georgia Ru                          | Paula Richards               |               |
| 2008               | Stop-Loss                           | Mrs. Colson                  |               |
| 2010               | Toy Story 3                         | Jenny Davis                  | Papel de voz  |
| 2017               | Lady Bird                           | Marion McPherson             |               |
| 2019               | Toy Story 4                         | Jenny Davis                  | Papel de voz  |
| 2022               | Somewhere in Queens                 | Angela Russo                 |               |
| (Fuente: IMDb.com) |                                     |                              |               |

### Televisión
| Año                | Película                        | Personaje               | Notas                                                 |
| ------------------ | ------------------------------- | ----------------------- | ----------------------------------------------------- |
| 1981               | Saturday Night Live             | Weekend Update Reporter | Episodio: "Jr. Walker & the All-Stars"                |
| 1985               | The Execution of Raymond Graham | Kathy Bates             | Telefilme                                             |
| 1986               | The Equalizer                   | Theresa                 | Episodio: "No Conscience"                             |
| 1988–1997, 2018    | Roseanne                        | Jackie Harris           | Protagonista (230 episodios)                          |
| 1992               | The Jackie Thomas Show          | Jackie Harris           | Episodio: "The Joke"                                  |
| 1995–1996          | Duckman                         | Varios personajes       | Episodios: "Research and Destroy" y "Forbidden Fruit" |
| 1997               | King of the Hill                | Cissy Cobb (voz)        | Episodio: "Peggy the Boggle Champ"                    |
| 1997               | The Eddie Files                 | Special Agent Hicks     | Episodio: "Decimals – The Fake Money Caper"           |
| 1997               | Life with Louie                 | Miss Kinney (voz)       | Episodio: "The Kiss Is the Thing"                     |
| 1997               | Dharma & Greg                   | Spyder                  | Episodio: "Instant Dharma"                            |
| 1998               | Always Outnumbered              | Halley Grimes           | Telefilme                                             |
| 1998               | The Long Island Incident        | Carolyn McCarthy        | Telefilme                                             |
| 1998               | 3rd Rock from the Sun           | Jennifer Ravelli        | 3 episodios                                           |
| 1999               | Balloon Farm                    | Casey Johnson           | Telefilme                                             |
| 1999–2001          | The Norm Show                   | Laurie Freeman          | Protagonista (54 episodios)                           |
| 2000–2011          | God, the Devil and Bob          | Donna Allman (voz)      | 13 episodios                                          |
| 2003               | Charlie Lawrence                | Sarah Dolecek           | Protagonista (7 episodios)                            |
| 2004               | Malcolm in the Middle           | Susan                   | Episodio: "Lois's Sister"                             |
| 2004               | Frasier                         | Nanny G                 | Episodio: "Caught in the Act"                         |
| 2004               | Absolutely Fabulous             | Crystalline             | Episodio: "White Box"                                 |
| 2005               | Without a Trace                 | Susan Hopkins           | Episodio: "A Day in the Life"                         |
| 2006               | Monk                            | Cora                    | Episodio: "Mr. Monk Bumps His Head"                   |
| 2006               | Grey's Anatomy                  | Beatrice Carver         | Episodio: "The Name of the Game"                      |
| 2006               | Desperate Housewives            | Carolyn Bigsby          | 4 episodios                                           |
| 2006               | My Boys                         | Aunt Phyllis            | Episodio: "When Heroes Fall from Grace"               |
| 2007               | Raines                          | Alice Brody             | Episodio: "Reconstructing Alice"                      |
| 2007–2018          | The Big Bang Theory             | Mary Cooper             | Recurrente (14 episodios)                             |
| 2008–2009          | Easy Money                      | Bobette Buffkin         | Protagonista (8 episodios)                            |
| 2013               | The Goodwin Games               | Dr. Richland            | 2 episodes                                            |
| 2013–2015          | Getting On                      | Jenna James             | Principal (18 episodios)                              |
| 2014               | Tim & Eric's Bedtime Stories    | Gabrielle               | Episodio: "Baby"                                      |
| 2014–2015          | The McCarthys                   | Marjorie McCarthy       | `Principal (15 episodios)                             |
| 2016               | Horace and Pete                 | Sarah                   | Episodio: #1.3                                        |
| 2017               | Portlandia                      | Jill                    | Episodio: "Friend Replacement"                        |
| 2018–2022          | American Dad!                   | Elizabeth Hadley (voz)  | 2 episodios                                           |
| 2018               | Supergirl                       | Mary McGowan            | Episodio: "Schott Through the Heart"                  |
| 2018–presente      | The Conners                     | Jackie Harris           | Principal                                             |
| 2020–2022          | The Accidental Wolf             | Ram                     | 3 episodios                                           |
| 2021               | Q-Force                         | V (voz)                 | 10 episodios                                          |
| 2022               | The Dropout                     | Phyllis Gardner         | 4 episodios                                           |
| 2022               | Hacks                           | Weed                    | 2 episodios                                           |
| (Fuente: IMDb.com) |                                 |                         |                                                       |

## Premios y distinciones
Premios Óscar
| Año  | Categoría               | Película  | Resultado |
| ---- | ----------------------- | --------- | --------- |
| 2018 | Mejor actriz de reparto | Lady Bird | Nominada  |

Globos de Oro
| Año  | Categoría                                              | Película  | Resultado |
| ---- | ------------------------------------------------------ | --------- | --------- |
| 1993 | Mejor actriz de reparto - Serie, miniserie o telefilme | Rosseane  | Nominada  |
| 1995 | Mejor actriz de reparto - Serie, miniserie o telefilme | Rosseane  | Nominada  |
| 2017 | Mejor actriz de reparto                                | Lady Bird | Nominada  |

Premios BAFTA
| Año  | Categoría               | Película  | Resultado |
| ---- | ----------------------- | --------- | --------- |
| 2017 | Mejor actriz de reparto | Lady Bird | Nominada  |

Sindicato de Actores
| Año  | Categoría                             | Película             | Resultado |
| ---- | ------------------------------------- | -------------------- | --------- |
| 2007 | Mejor reparto de televisión - Comedia | Desperate Housewives | Nominada  |
| 2017 | Mejor reparto                         | Lady Bird            | Nominada  |
| 2017 | Mejor actriz de reparto               | Lady Bird            | Nominada  |

Crítica Cinematográfica
| Año  | Categoría               | Película  | Resultado |
| ---- | ----------------------- | --------- | --------- |
| 2017 | Mejor reparto           | Lady Bird | Nominada  |
| 2017 | Mejor actriz de reparto | Lady Bird | Nominada  |

Independent Spirit
| Año  | Categoría               | Película  | Resultado |
| ---- | ----------------------- | --------- | --------- |
| 2017 | Mejor actriz de reparto | Lady Bird | Nominada  |

Satellite Awards
| Año  | Categoría                                              | Película             | Resultado |
| ---- | ------------------------------------------------------ | -------------------- | --------- |
| 2006 | Mejor actriz de reparto - Serie, miniserie o telefilme | Desperate Housewives | Nominada  |
| 2017 | Mejor actriz de reparto                                | Lady Bird            | Nominada  |

Premios Tony
| Año  | Categoría                                     | Trabajo                | Resultado |
| ---- | --------------------------------------------- | ---------------------- | --------- |
| 2008 | Mejor actriz de reparto en una obra de teatro | November               | Nominada  |
| 2013 | Mejor actriz principal en una obra de teatro  | The Other Place        | Nominada  |
| 2016 | Mejor actriz principal en una obra de teatro  | Misery                 | Nominada  |
| 2017 | Mejor actriz principal en una obra de teatro  | A Doll's House, Part 2 | Ganadora  |
| 2018 | Mejor actriz de reparto en una obra de teatro | Three Tall Women       | Ganadora  |
| 2019 | Mejor actriz principal en una obra de teatro  | Hillary and Clinton    | Nominada  |